# Nord Aviation

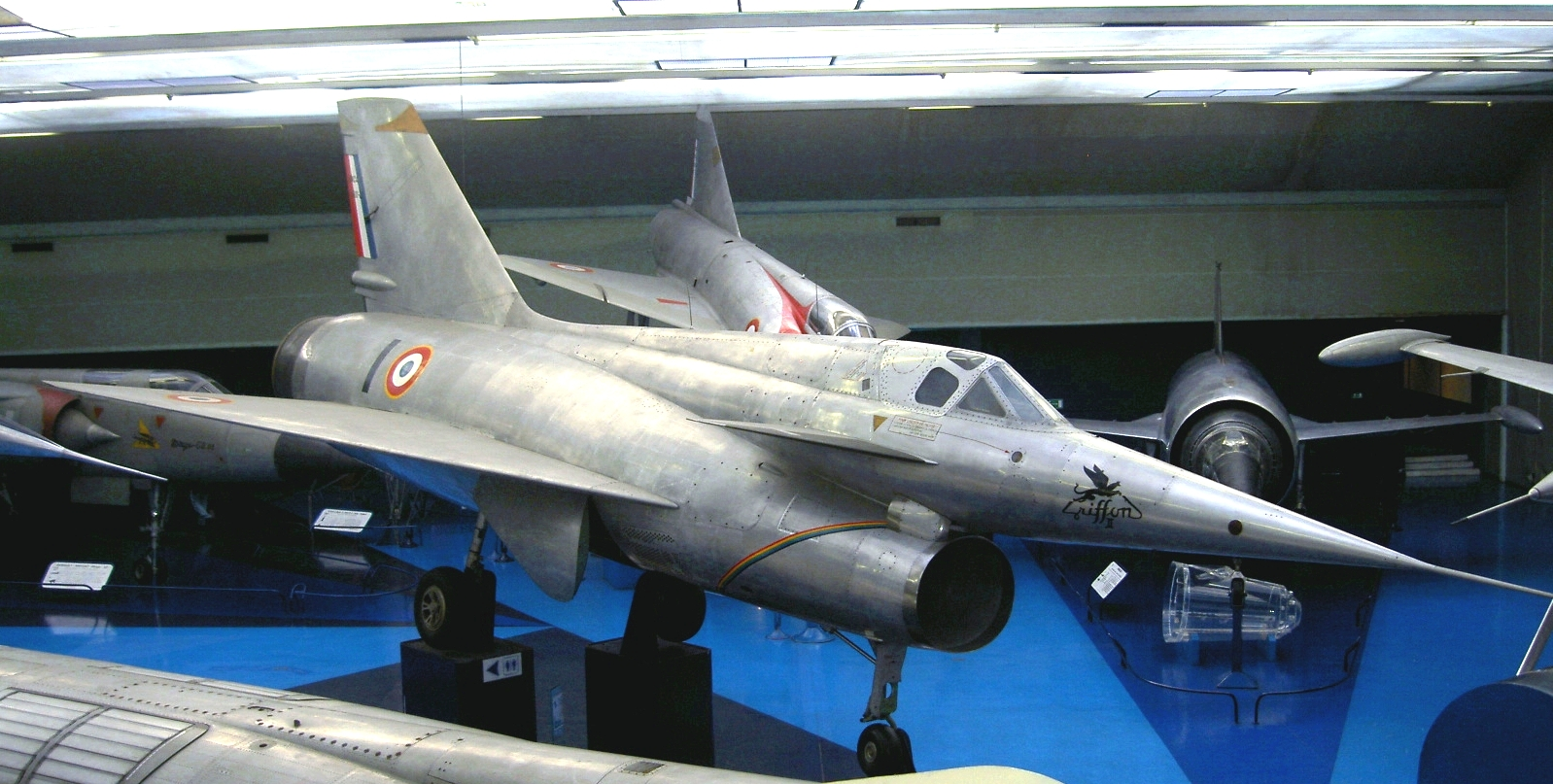
Nord 1500 Griffon

Nord Aviation war ein staatlicher französischer Flugzeughersteller mit Sitz in Bourges. Er wurde am 1. Oktober 1954 durch die Zusammenlegung der Staatsunternehmen Société Nationale de Constructions Aéronautiques du Nord (SNCAN) und Société française d’étude et de construction de matériels aéronautiques spéciaux (SFECMAS), einem Hersteller drahtgesteuerter Panzerabwehrraketen, wie der SS.10, gegründet. Die SFECMAS war ihrerseits 1952 aus dem 1947 gegründeten Arsenal de l’Aéronautique hervorgegangen. Nach der Fusion behielt die Gesellschaft zunächst den Namen SCAN. Der Name Nord Aviation wurde 1958 angenommen. Als Hauptsitz und wichtigster Produktionsstandort diente Bourges. 1970 wurde das Unternehmen mit Sud Aviation und dem Hersteller von Raketenantrieben Société pour l’étude et la réalisation d’engins balistiques (SEREB) zum Luft- und Raumfahrtkonzern Aérospatiale vereinigt.

## Unternehmensdaten
Nord Aviation zeichnete sich durch eine Vielfalt an Flugzeugtypen aus, darunter bekannte Typen wie das taktische Transportflugzeug Nord 2501 Noratlas sowie die Nord 262 und Nord 262A, die im regionalen Passagierverkehr eingesetzt wurden. Das Unternehmen war auch an der Entwicklung von Raketen und anderen Luftfahrttechnologien beteiligt.
Auch hat Nord Aviation eine wichtige Rolle in der Geschichte der französischen Raumfahrt gespielt, insbesondere durch seine Beteiligung an Projekten wie der Diamant-Rakete, die Frankreichs ersten Satelliten erfolgreich in den Orbit beförderte.

## Produkte
Strahlgetriebene Flugzeuge
- Nord 1402 Gerfaut
- Nord 1500 Griffon
- Nord 2200

Transportflugzeuge
- Noratlas
- Nord 260
- Nord 262

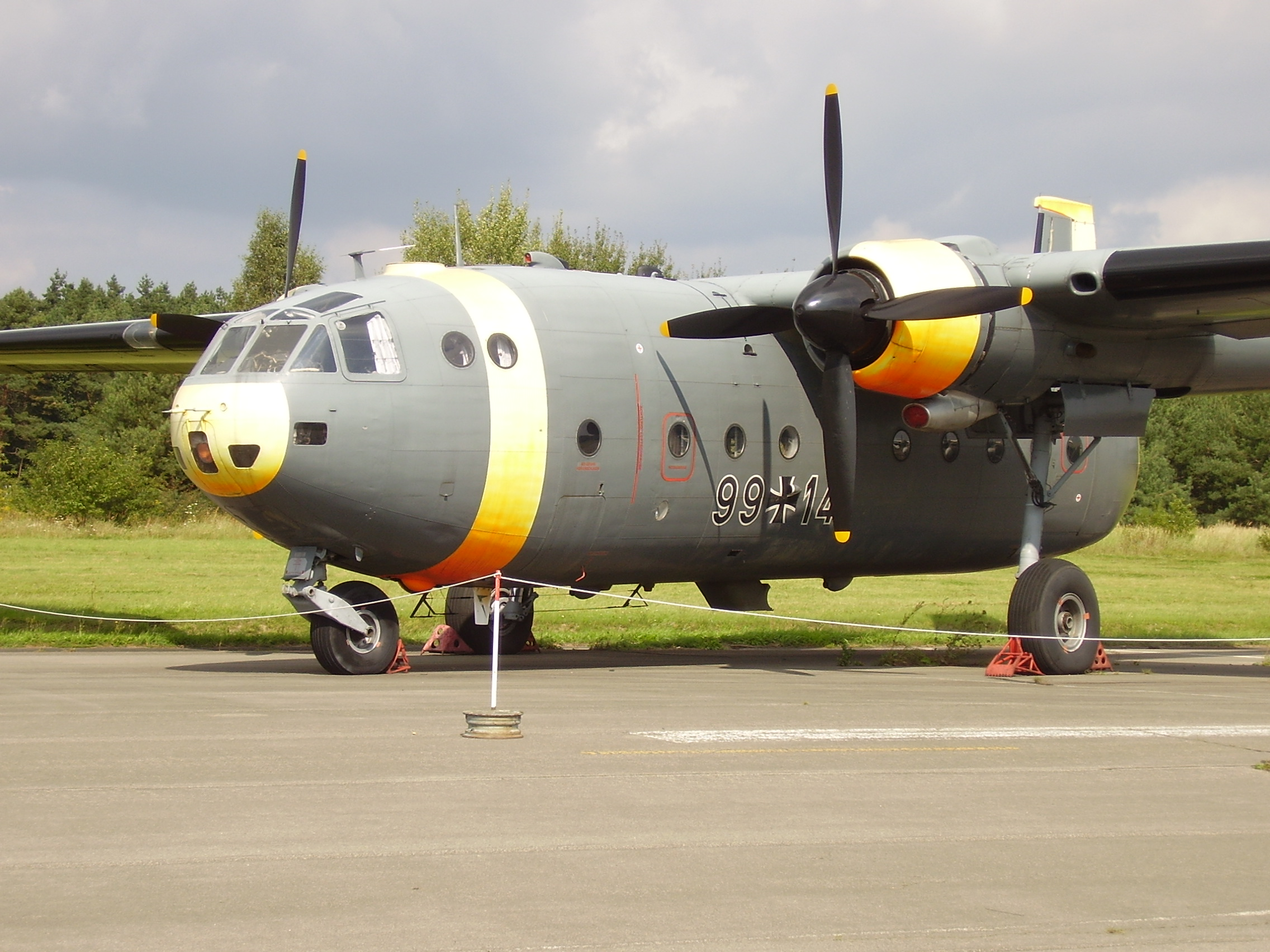
Noratlas der Bundeswehr

- Transall C-160 (Konsortium mit VFW, HFB und Blume-Leichtbau)

leichte Propellerflugzeuge
- Nord 1203
- Nord 3202
- Nord 3400 Norbarbé

Experimentalflugzeuge
- Nord 500
- Nord 1601

Drohnen
- CT.20 IV
- CT.20 VII
- CT 41
- R.20